# Nikephoros I. Komnenos Dukas Angelos
Nikephoros I. Komnenos Dukas oder Nikephoros I. Angelos (griechisch: Νικηφόρος Α΄ Κομνηνός Δούκας, Nikēphoros I Komnēnos Doukas; * um 1240; † zwischen 3. September 1296 und 25. Juli 1298) war Despot von Epirus ab 1266/1268.

## Biografie
Nikephoros war der älteste Sohn von Michael II. Komnenos Dukas und Theodora Petraliphaina. 1256 heiratete er in Thessalonike Maria Laskarina von Nikäa († 1258), Tochter des Kaisers Theodor II. Laskaris von Nikäa, der ihm den Titel eines Despoten verlieh.
In den folgenden Jahren nahm Nikephoros am Kampf seines Vaters sowohl gegen den byzantinischen Kaiser Michael VIII. als auch im September 1259 am Aufmarsch zur Schlacht bei Pelagonien teil, bei der sein Vater in der Nacht vor der Auseinandersetzung die Seiten wechselte. Nachdem Nikäa das Despotat Epirus bis Ende 1259 trotzdem fast völlig erobert hatte, ging er ins Königreich Sizilien, wo ihm sein Schwager Manfred, König von Sizilien, frische Truppen zur Verfügung stellte, mit denen er seinem Vater bei der Rückeroberung von Epirus zu Hilfe kam. 1264 erlitten sie eine weitere Niederlage und waren gezwungen Michael VIII. einen Teil des Landes abzutreten. Als Teil des Friedensvertrages wurde Nikephoros 1264 mit Anna Kantakuzena-Palaiologina († nach 1313), Tochter des Johannes Kantakuzenos, Nichte des Kaisers Michael VIII., verheiratet.
1267/8 folgte Nikephoros seinem Vater als Herrscher von Epirus, und hatte sich nun mit Karl von Anjou auseinanderzusetzen, der in der Zwischenzeit im Königreich Sizilien Manfred gestürzt hatte. 1272 ging Dyrrhachium an die Anjou verloren. Als die Byzantiner 1274 auf ihrem Vergeltungsfeldzug gegen Karl die Interessen von Nikephoros verletzten, nahm dieser Verhandlungen mit Karl auf und schloss mit ihm 1276 eine Allianz, zu der auch Johannes I. Dukas von Theassalien, Nikephoros’ Halbbruder, gehörte. Der Koalition gelang die Eroberung einiger Städte, darunter Butrinto im Jahr 1278. 1279 erkannte Nikephoros Karl als seinen Lehnsherrn an und übergab ihm auch Butrinto. Mit Karls Niederlage wenig später verlor Nikephoros seinen Besitz in Albanien an die Byzantiner. Das Ende der Koalition kam 1282 mit der Sizilianischen Vesper, bei der Michaels Diplomatie eine gewisse Rolle spielte, die für Karl zum Verlust von der Insel Sizilien führte.
Nach der Wiederherstellung der Orthodoxie 1282 durch Kaiser Andronikos II. Palaiologos erneuerte Nikephoros sein Bündnis mit Byzanz mit Hilfe seine Ehefrau Anna, die nach Konstantinopel reiste und den Vertrag aushandelte. In der Folge war er ein Werkzeug in ihrer Hand, die offen die Interessen des byzantinischen Hofes in Epirus vertrat. 1284 lockten sie Michael Komnenos, den Sohn von Johannes I. Dukas, mit der Aussicht auf ein Bündnis nach Epirus, wo er aber nur festgenommen wurde, um anschließend nach Konstantinopel geschickt zu werden. Als Folge wurde Nikephoros in einen Krieg mit seinem Halbbruder verwickelt, der 1285 als Vergeltung die Umgebung von Arta verwüstete. Auf einer zweiten Reise nach Konstantinopel versuchte Anna ihre Tochter Thamar mit Michael IX., dem Sohn des Kaisers Andronikos II., zu verheiraten, mit dem Ziel, die Familien noch enger aneinander zu binden, scheiterte aber damit. Dennoch erhielt ihr junger Sohn Thomas Komnenos Dukas vom Kaiser den Titel eines Despoten.
Der gegen Byzanz eingestellte epirotische Adel brachte Nikephoros dazu, 1291 Verhandlungen mit Karl II. von Neapel aufzunehmen, und provozierte damit eine byzantinische Invasion, was wiederum das Bündnis mit Neapel festigte. Karls Intervention durch seine Vasallen Riccardo Orsini, Graf von Kephalonia und Florenz von Hennegau, Fürst von Achaia konnte den byzantinischen Vormarsch stoppen. Nikephoros verheiratete nun seine Tochter Maria an Giovanni I. Orsini, den Erben von Kephalonia und seine Tochter Thamar Angelina  an Karls Sohn Philipp I. von Tarent, wobei Thamar ihren orthodoxen Glauben beibehalten durfte. Die Hochzeit fand  im September 1294 in L’Aquila statt und beinhaltete die Übergabe einiger epirotischer Küstenfestungen als Aussteuer. Philipp im Gegenzug bekam die Rechte an Ansprüche seines Vaters in Griechenland übergeben.
Die unausweichlichen Spannungen zwischen dem griechischen Landadel und ihrem angevinischen Herrn ergaben für den Neffen von Nikephoros, den Herrscher von Thessalien, die Möglichkeit zu intervenieren und die meisten der Festungen, die Philipp erhalten hatte, abzunehmen, jedoch gelang den Italienern die Rückeroberung der meisten dieser Burgen, bevor 1296 ein Friedensvertrag abgeschlossen werden konnte. Nikephoros starb kurze Zeit später, zwischen September 1296 und Juli 1298. Sein minderjähriger Sohn Thomas wurde sein Nachfolger unter der Regentschaft seiner Mutter Anna.

## Familie
Von seiner ersten Ehefrau Maria, einer Tochter des Kaisers Theodor II. Dukas Laskaris hatte Nikephoros eine Tochter, Katharina, die mit Friedrich Prinz von Kastilien (* 1224; † 1277) verheiratet war.
Von seiner zweiten Ehefrau Anna Kantakouzena, der Nichte des Kaisers Michael VIII., hatte Nikephoros drei Kinder:
- Thamar; ⚭ Philipp I. von Tarent (Haus Anjou)
- Thomas I. Komnenos Dukas, sein Nachfolger in Epirus
- Maria; ⚭ Giovanni I. Orsini von Kephalonia (1304–1317); ihre Söhne Nikola Orsini und Giovanni II. Orsini wurden später Despoten von Epirus.